# Pseudonsiella aotearoa
Pseudonsiella aotearoa är en kräftdjursart som beskrevs av Gilbert Henry Hicks 1988. Pseudonsiella aotearoa ingår i släktet Pseudonsiella och familjen Thalestridae. Inga underarter finns listade i Catalogue of Life.